# قرة زمين
قرة زمين هي قرية في مقاطعة شوط‌، إيران. يقدر عدد سكانها بـ 394 نسمة بحسب إحصاء 2016.